# Strie médullaire
 (décembre 2011).
Si vous disposez d'ouvrages ou d'articles de référence ou si vous connaissez des sites web de qualité traitant du thème abordé ici, merci de compléter l'article en donnant les références utiles à sa vérifiabilité et en les liant à la section « Notes et références ».
La strie médullaire, partie du diencéphale, est un fin faisceau de fibres, qui longe la partie supérieure de la face interne du thalamus et se poursuit postérieurement par l'habenula. Le toit du troisième ventricule (représenté par la toile choroïdienne du troisième ventricule) est tendu entre les deux stries médullaires, plus précisément entre les deux taenia thalami (en).